# متحف الاتحاد
متحف الاتحاد ويعرف تاريخياً باسم دار الاتحاد، هو متحف في دبي يقوم بجمع وحفظ وعرض تراث دولة الإمارات العربية المتحدة في مجالات التاريخ الاجتماعي والسياسي والثقافي والعلمي والعسكري. يضم كل شيء من جوازات السفر القديمة إلى القطع الأثرية الشخصية لحكام الإمارات العربية المتحدة. وقع التوقيع التاريخي لدستور دولة الإمارات العربية المتحدة، ورفع علم دولة الإمارات العربية المتحدة الأول، وتشكيل دولة الإمارات العربية المتحدة كدولة في 2 ديسمبر 1971 داخل المنطقة التي بني فيها المتحف اليوم. تم تصميم المتحف كوثيقة للدلالة على توقيع دستور الإمارات العربية المتحدة.

## التاريخ

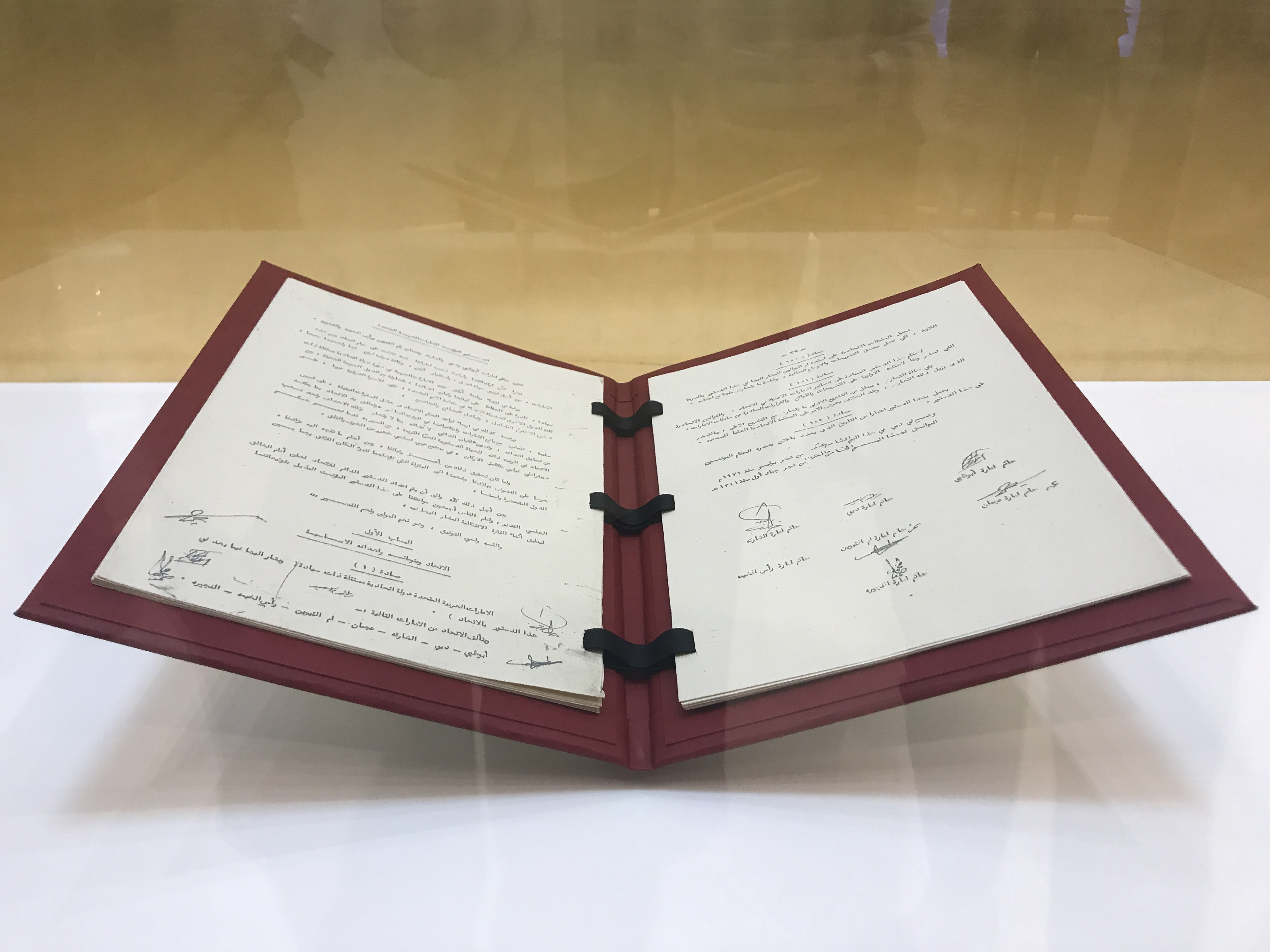
النسخة الأولى من دستور الإمارات تحمل ستة توقيعات للآباء السبعة المؤسسين لدولة الإمارات العربية المتحدة

يشمل المتحف دار الاتحاد، وهو المكان الذي وقع فيه الآباء المؤسسون للإمارة إعلانًا بمناسبة تشكيل دولة الإمارات العربية المتحدة في عام 1971 - وهو الآن جزء من مجمع المتحف.

## البناء
مرت عملية تصميم متحف الاتحاد بمراحل عدة قُدمت خلالها تصاميم مختلفة، وتم الاستقرار على التصميم الحالي الذي اعتمده  الشيخ محمد بن راشد آل مكتوم، حيث يقع المتحف تحت سطح الأرض، ويرتبط  بجميع المباني من خلال أدراج ومصاعد، وتم إعادة العناصر الرئيسة المحيطة بالمتحف لحالتها الأصلية كما كانت عليه في عام 1971، وتم عمل مسطح مائي يحاكي شكل الخط الساحلي في تلك الفترة».وقد تم تصميم المتحف من قبل Moriyama & Teshima المعمارية على شكل مخطوطة، مع سبعة أعمدة بنيت في المتحف لتشبه الأقلام المستخدمة لتوقيع الإعلان الأصلي. يحتوي المبنى على ثمانية أجنحة دائمة:
الجناح الأول: يعرض فيلم وثائقي عن تاريخ الإمارات.
الجناح الثاني: يضم خريطة تفاعلية بانورامية تسلط الضوء على حقبة ما قبل تشكيل الاتحاد.
الجناح الثالث: جدول زمني تفاعلي يوضح الأحداث التاريخية الرئيسية قبل الاتحاد.
الجناح الرابع: دليل تفاعلي لتشكيل الاتحاد.
الجناح السادس: تكريم اللحظات والتحديات المهمة التي واجهها الآباء المؤسسون قبل عام 1971.

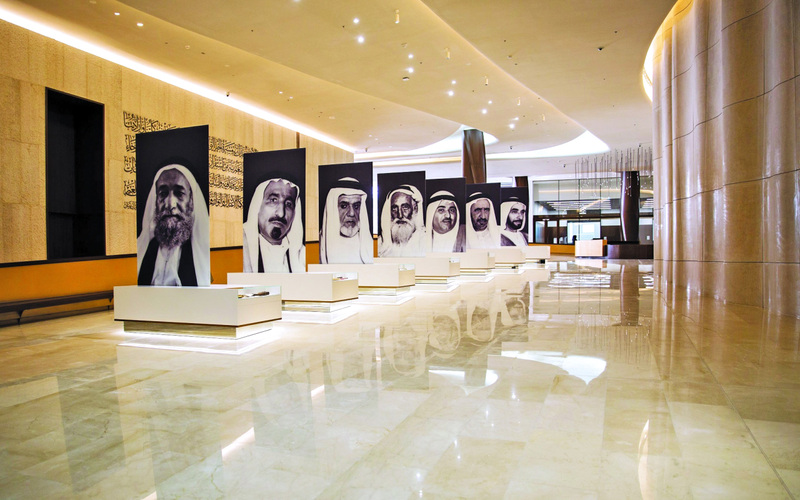
متحف الاتحاد

الجناح السابع: مخصص لدستور دولة الإمارات العربية المتحدة ويتضمن الإعلان الفعلي نفسه.
الجناح الثامن: الجناح الأخير عبارة عن رواق مفتوح يحتفي بالأمة الوليدة.
الحديقة الداخلية :تشتمل هذه الحديقة الزجاجية على صور حكام الدولة، والشجرة التي زرعها صاحب السمو الشيخ محمد بن راشد آل مكتوم، بيديه عام 2012،
اللوحة الفنية: تتميز اللوحة الفنية من إبداع الفنان الإماراتي عبدالقادر الريّس البارزة على أحد الجدران من أقسام متحف الاتحاد  بحجمها الكبير وألوانها الزاهية.
المسرح:    يضم مسرح الاتحاد 120 مقعداً  تم تخصيصه للمناسبات والمؤتمرات، والبرامج الثقافية المتنوعة.

## أصحاب الهمم
يعتبر متحف الاتحاد  مراعياً لأصحاب الهمم حيث يوفر المتحف منحدراً للكراسي المتحركة يمتدّ من الشارع إلى رصيف المبنى، كما يضمّ مصاعد ومسارات واسعة ومستوية،وتحتوي بعض مناطق العرض على منحدرات طويلة. 

## معرض الصور

غرفة الاجتماعات حيث تم توقيع معاهدة الاتحاد وتأسيس دولة الإمارات العربية المتحدة
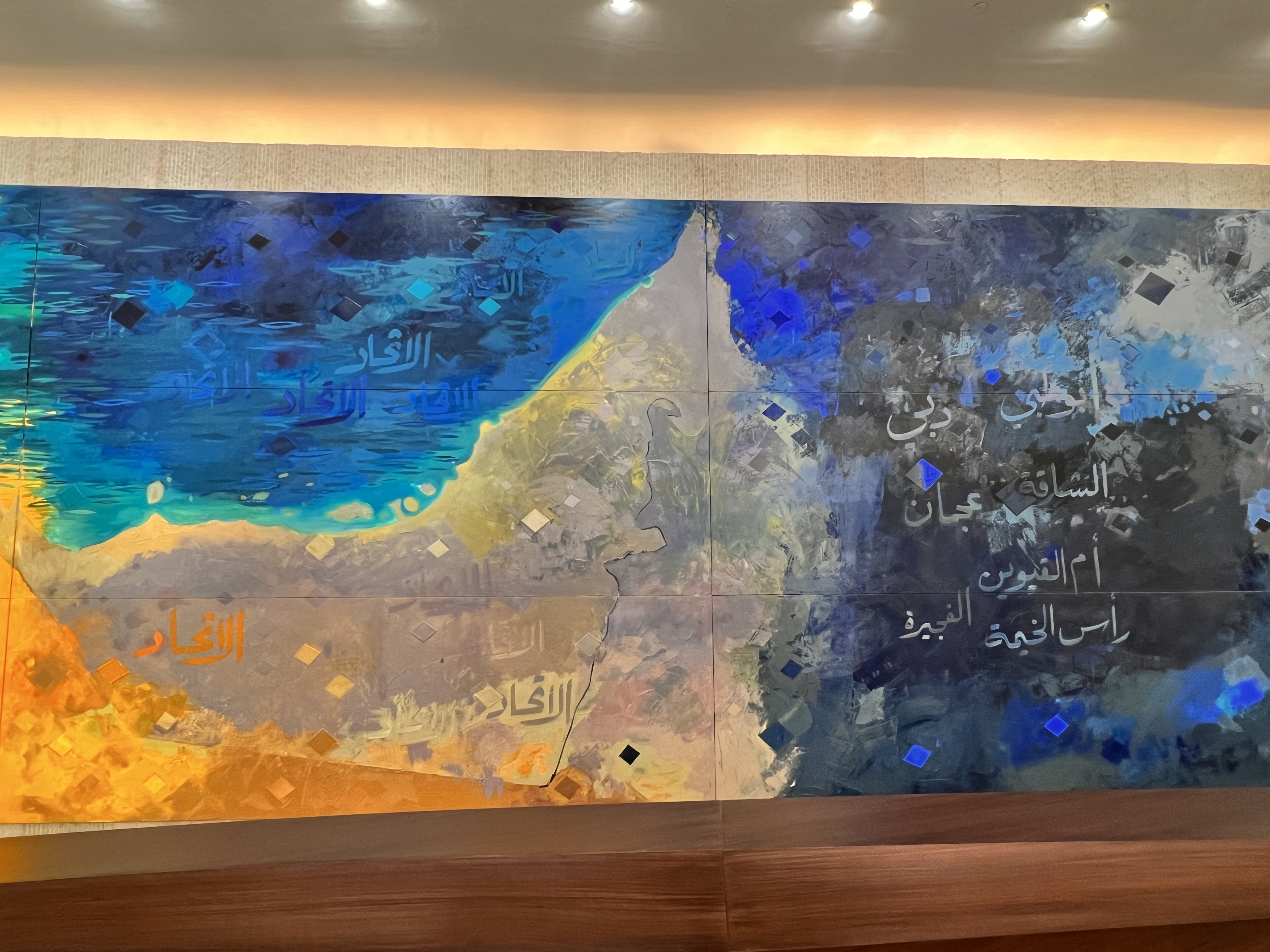
خريطة دولة الإمارات
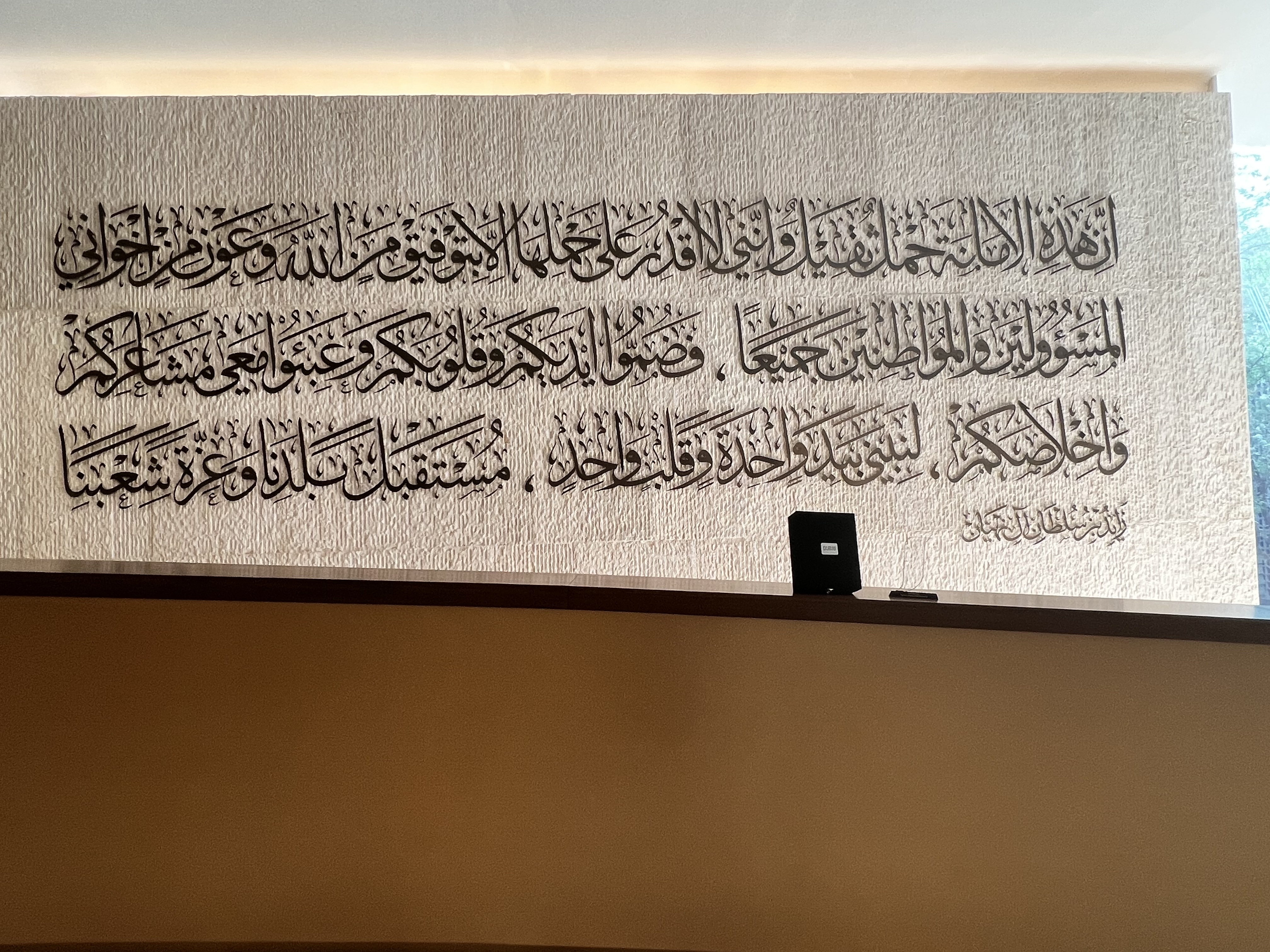
اقتباس من أقوال الشيخ زايد بن سلطان
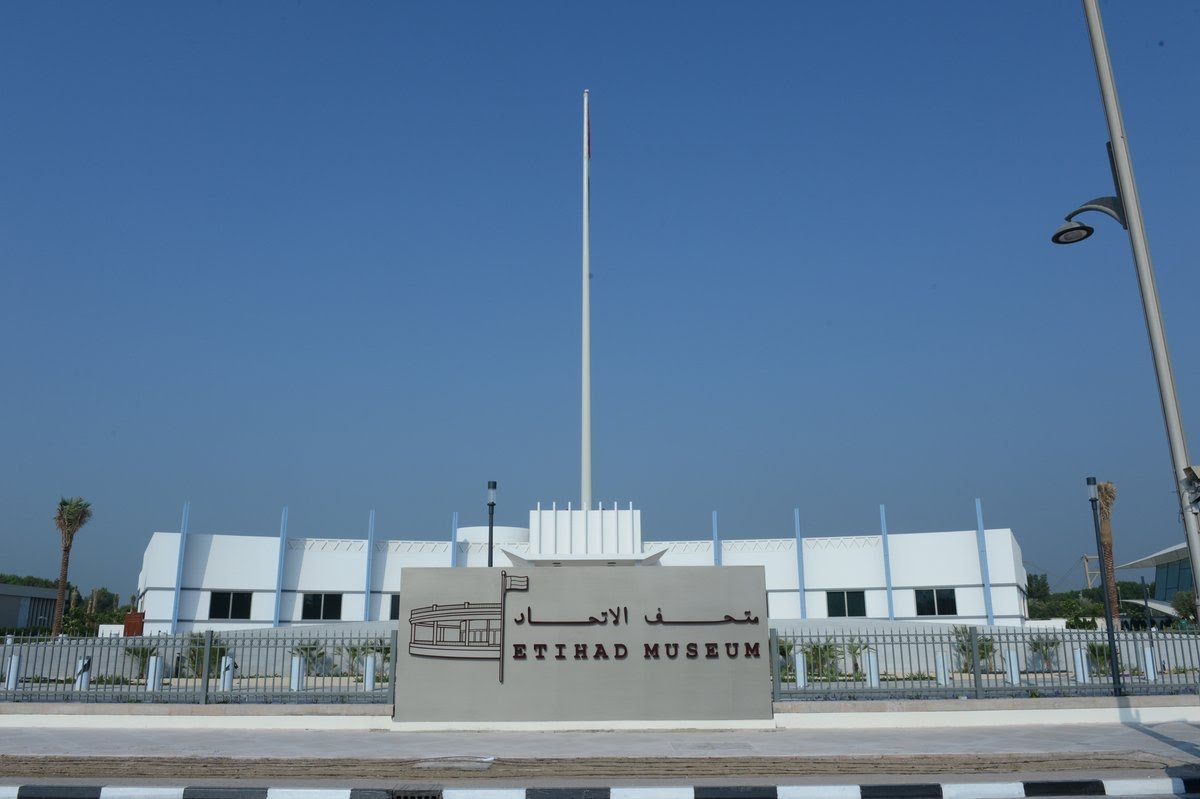
متحف الاتحاد في دبي

## الجوائز والتكريمات
- أعلنت هيئة دبي للثقافة والفنون (دبي للثقافة)، عن فوز متحف الاتحاد بجائزة مرموقة ضمن جوائز «وجهات الثقافة الرائدة 2017» في لندن، حيث نال المتحف لقب «أفضل متحف حديث في الشرق الأوسط وإفريقيا»، [3]

- حل  متحف الاتحاد وصيفاً في فئة «أفضل هندسة معمارية للمتاحف »للعام 2017.[3]

## وصلات خارجية
- الموقع الرسمي